# Орасепт
Орасепт — лекарственный спрей при заболевании горла, оральный антисептик. Зарегистрирован на Украине.

## Состав
Активный ингредиент: раствор фенола 1,4 %(14 мг/мл).
Неактивные ингредиенты: глицерин, сахарин натрия, вкусовая добавка, вода очищенная, краситель.

## Показания
Орасепт применяется:
- в оториноларингологии при лечении воспалительных процессов в глотке (тонзиллитов, фарингитов);
- в стоматологии: при лечении микробных и вирусных стоматитов;

при гингивите, парадонтитах, ожогах и механических повреждениях слизистой оболочки рта во время стоматологических процедур.

## Способ применения и дозы
Распылять непосредственно на воспаленный участок 3-5 раз.
Препарат после распыления через 15 секунд неоходимо сплюнуть. Повторять через каждых 2-4 часа.
Особенности применения.
Следует с осторожностью назначать при беременности и в период лактации.
Сохранение симптомов болезни в течение 5 дней и более может свидетельствовать о наличии органической патологии (абсцесс, новообразование и др.), которая нуждается в хирургических или других специальных методах лечения.

## Побочные эффекты
Концентрация фенола в препарате признана безопасной, с точки зрения токсичности или онкогенности. Орасепт не производит повреждающего действия на зубную эмаль.

## Кому противопоказан
Повышенная индивидуальная чувствительность к препарату.
Значительные нарушения функций печени и почек.

## Взаимодействие с другими препаратами
Данные о влиянии препарата на фармакодинамику и фармакокинетику других лекарственных средств отсутствуют.

## Передозировка
Не описано. В случае передозировки рекомендуется симптоматическое лечение (промывание желудка, при необходимости — госпитализация в токсикологическое отделение).